# Menczuł Kwasiwśkyj
Menczuł Kwasiwśkyj (ukr.  Менчул Квасівський) – botaniczny pomnik przyrody na Ukrainie, w obwodzie zakarpackim, w rejonie rachowskim, w pobliżu wsi Kwasy, 14 km od stolicy rejonu Rachowa.
Obejmuje połoninę o powierzchni 1,81 ha. Został ustanowiony w celu zachowania skupisk rzadkich roślin z regionu karpackiego.

## Galeria

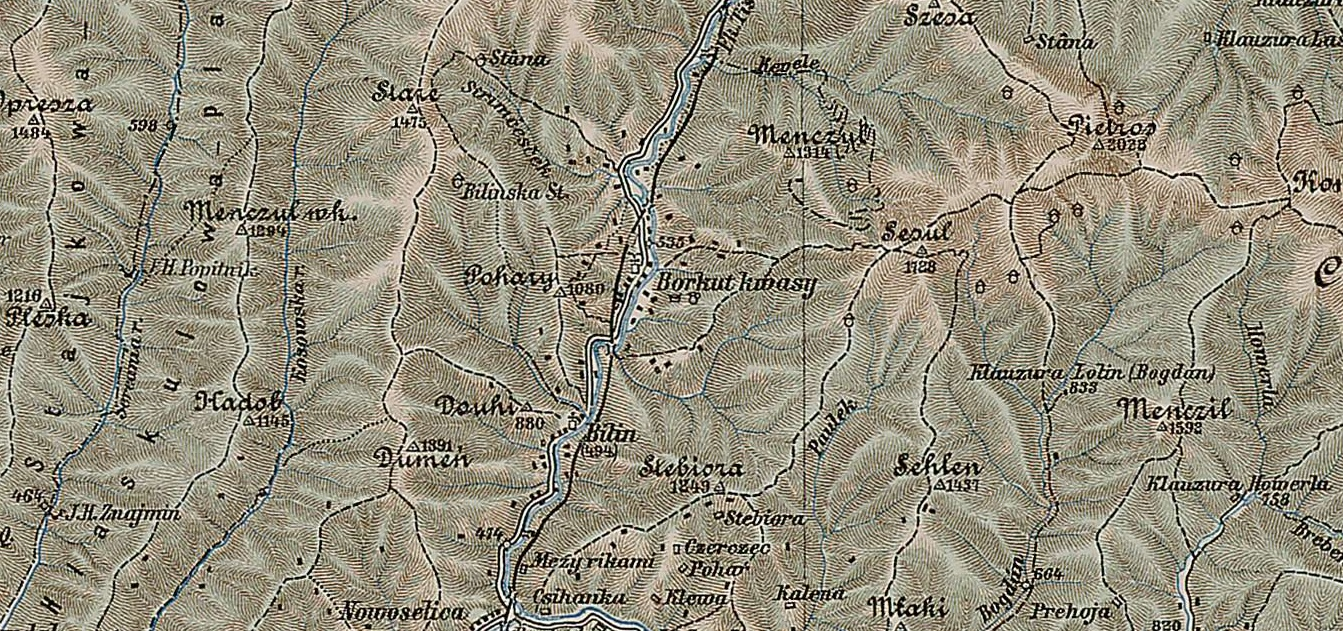
Menczuł na mapie wojskowej Austro-Węgier, 1:200 000, 1910